# Formule du binôme négatif
La formule du binôme négatif permet de développer une puissance entière strictement négative d'une somme de deux termes, et apparaît comme un cas particulier de la formule du binôme généralisée.

## Énoncé
Pour tout entier naturel {\displaystyle r}, on a :
{\displaystyle {\frac {1}{(1-x)^{r+1}}}=\sum _{k=r}^{+\infty }{k \choose r}x^{k-r}}

où {\displaystyle {k \choose r}} est un coefficient binomial.
Cette égalité est vraie au sens des séries formelles ({\displaystyle x} étant une indéterminée), ou au sens des fonctions définies sur le disque unité ouvert du plan complexe ({\displaystyle x} étant un nombre complexe de module strictement inférieur à 1) ou de la boule unité ouverte de toute autre algèbre de Banach.
Elle peut aussi s'écrire :
{\displaystyle \forall r\in \mathbb {N} \quad (1-x)^{-(r+1)}=\sum _{j=0}^{+\infty }{r+j \choose j}x^{j}}
ou encore :
soit, en posant {\displaystyle z=-x} et en utilisant les coefficients binomiaux généralisés aux nombres négatifs
{\displaystyle {-n \choose j}:={n+j-1 \choose j}(-1)^{j}} :

## Démonstration
La formule ci-dessus est le cas particulier {\displaystyle r=-n\in -\mathbb {N} ^{*}} de la formule du binôme généralisée, valide pour tout r réel et pour tout z complexe de module strictement inférieur à 1 :
mais on peut aussi, de même que la formule du binôme usuelle (le cas {\displaystyle r=n\in \mathbb {N} }), démontrer directement la formule du binôme négatif par récurrence.

## Note
1. ↑  Voir par exemple cet exercice corrigé sur Wikiversité.